# 天主教彼得罗利纳教区
天主教彼得羅利納教區（拉丁語：Dioecesis Petrolinensis），是巴西一個天主教教區，位於伯南布哥州西南部，屬奧林達暨累西腓總教區。
教區成立於1923年11月30日，2010年有教友337,468人，佔總人口80.0%。有十六個堂區、司鐸廿二人。現任教區主教為曼奴埃爾·雷斯·德法里亞斯。